# Перу (станция метро)
«Перу» (исп. Perú) — станция линии A метрополитена Буэнос-Айреса. Она является второй от конечной станции Площадь Мая.

## Местоположение
Она расположена под одной из самых живописных улиц города, Авенида де Майо, на её пересечении с улицей Перу, в районе Монсеррат.

## Пересадки
Эта станция часто перегружена из-за её расположения в центре города Буэнос-Айреса, на ней можно перейти на Катедраль, станцию линии D, и Боливар, станцию линии E.

## История
Эта станция принадлежала к первой части линии, открытой 1 декабря 1913 года, связывая станции Пласа Мисерере и Площадь Мая. Она была названа в честь Республики Перу.
В 1970-х она стала первой станцией метро Буэнос-Айреса, оснащённой парой эскалаторов.
В 1997 году эта станция была объявлена историческим памятником.

## Интерьер станции
В 1988 году по случаю 75-й годовщины открытия линии, началась реставрация станции, в том числе репродукциями рекламных плакатов 1913 года, новыми перилами, были восстановлены оригинальные кабины, светильники, керамическая плитка и другие детали. Даже люки на станции были оборудованы в подражание оригиналам, которые были на станции в 1914 году.
Тем не менее, станция была восстановлена, и на этот раз её модернизировали полностью в рамках проекта, который охватывал всю линию А со стороны Министерства транспорта, первоначально порученному компании Metrovías, а затем перешедшему к государственной компании с последующим пересмотром контракта в связи с экономическим кризисом в 2001 году.
Между 2007 и 2008 было совершено полное изменение настенной плитки, заменено освещение в стиле 1920-х годов более современными лампами и удалены рекламные щиты, которые были восстановлены в течение двух десятилетий. Кроме того, было установлено оборудование с лифтами для инвалидов и новые эскалаторы на обеих платформах.
В мае 2009 года, на станции стали появляться исторические фотографии из истории линии А на месте старых рекламных плакатов.

## Галерея

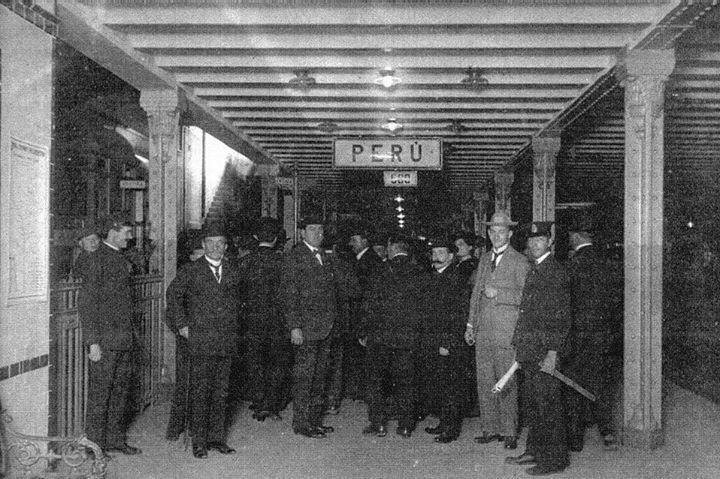
Станция в 1914 году
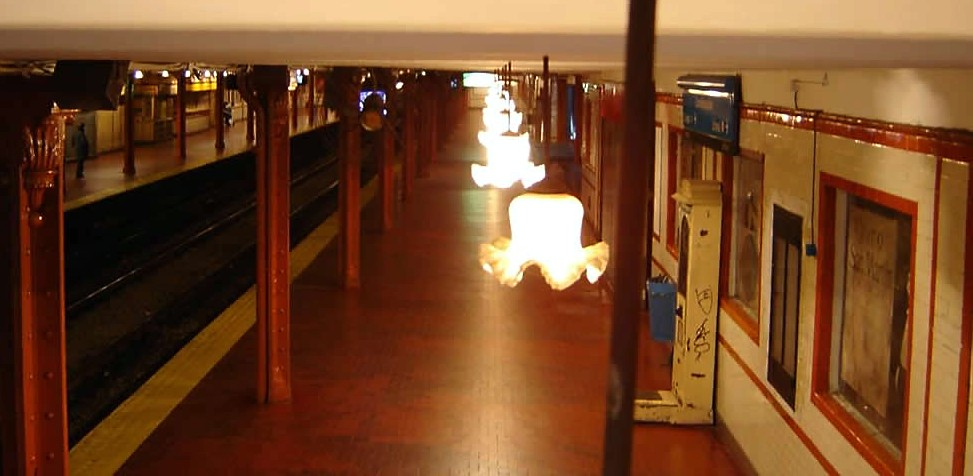
Оригинальный интерьер 1913 года
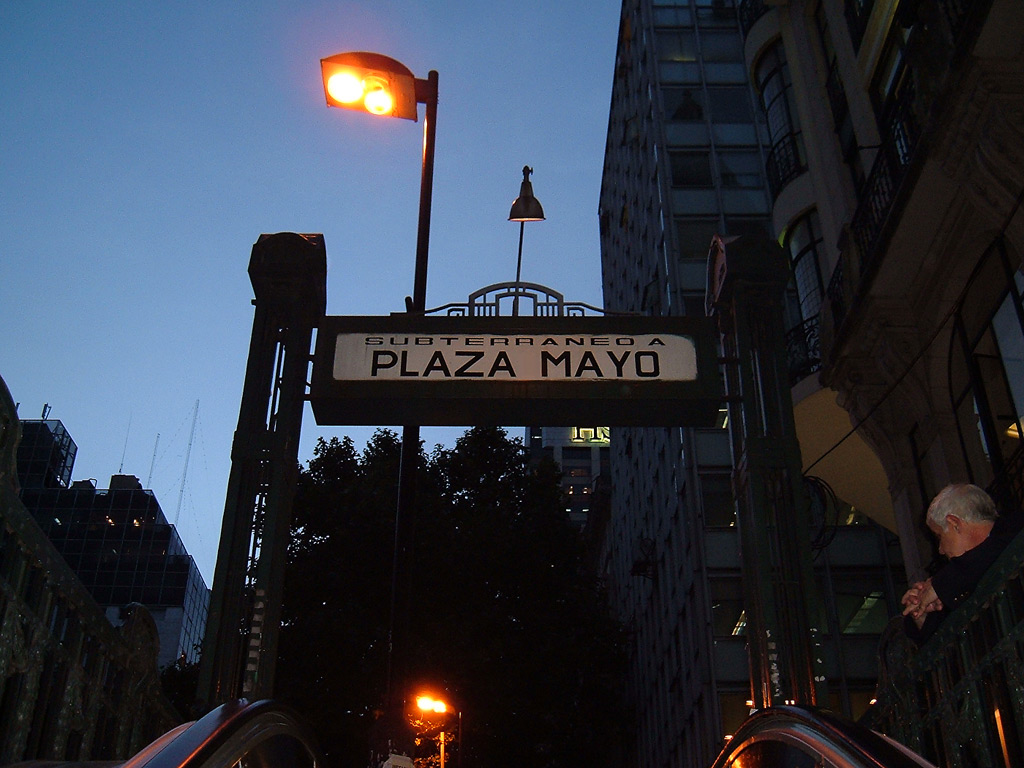
Оригинальный вход на станцию
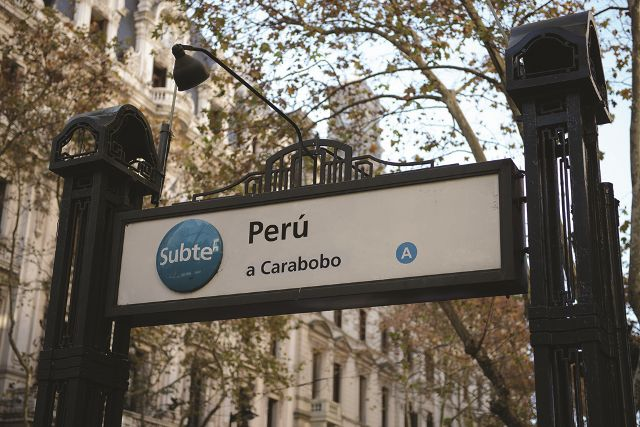
Оригинальный вход на станцию
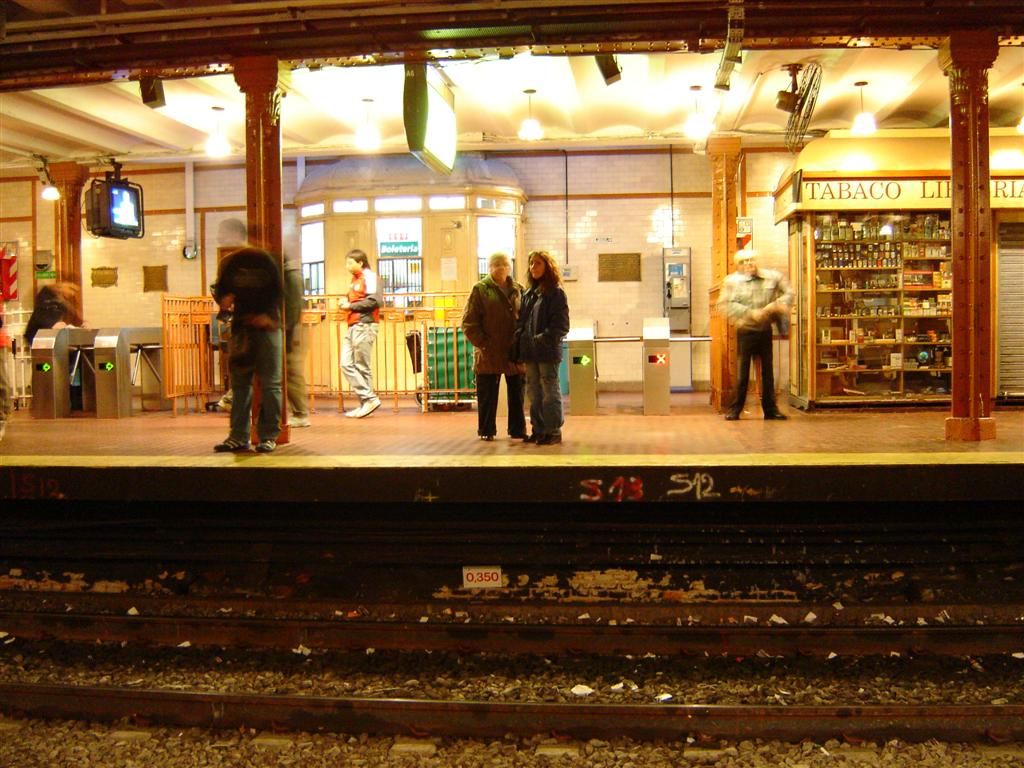
Детали интерьера
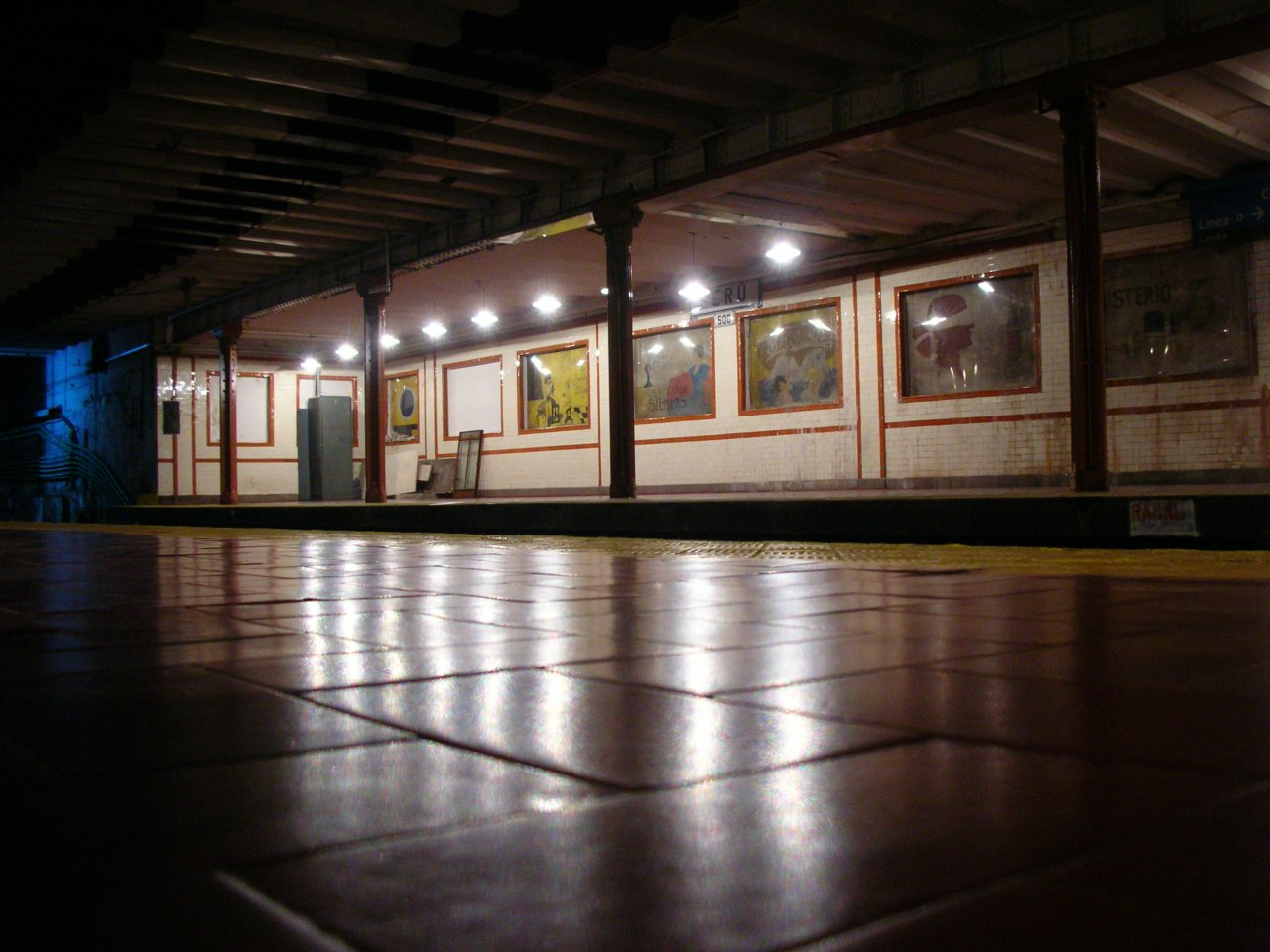
Станция ночью
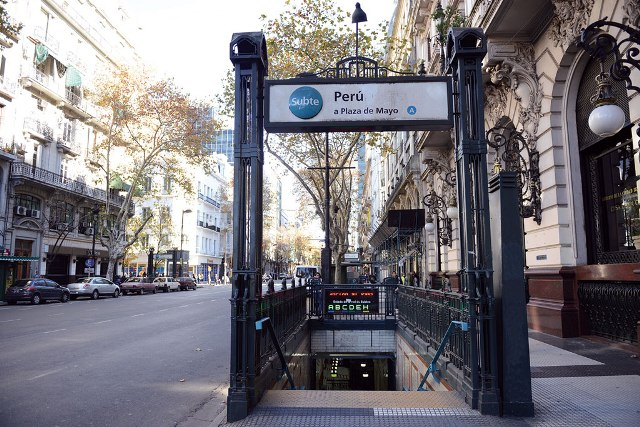
Вход на станцию и вид на улицу
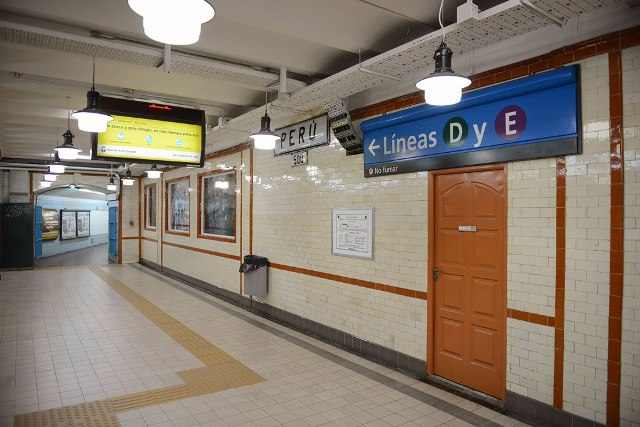
Переход на линии  и
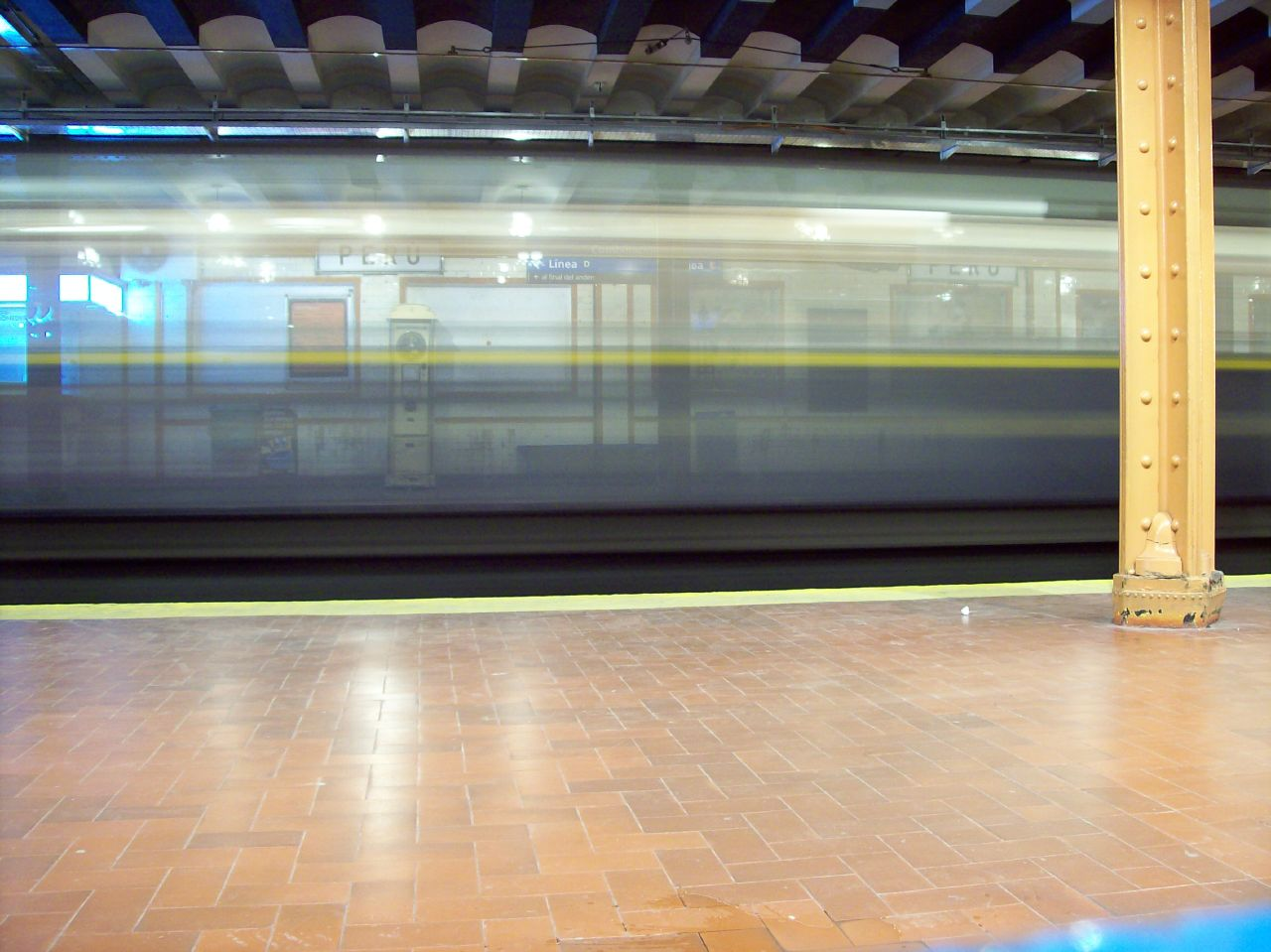
Поезд отправляется со станции
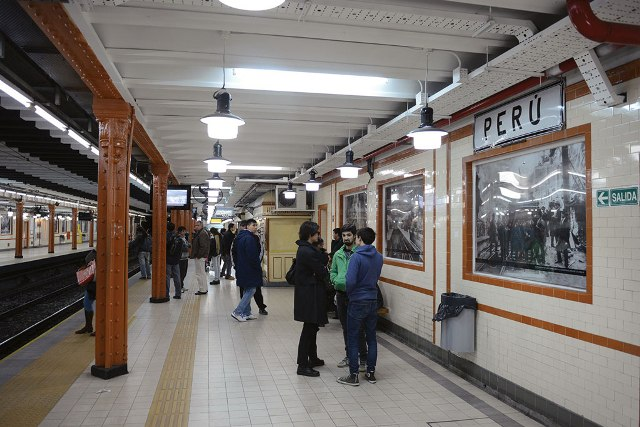
Люди ждут на платформе
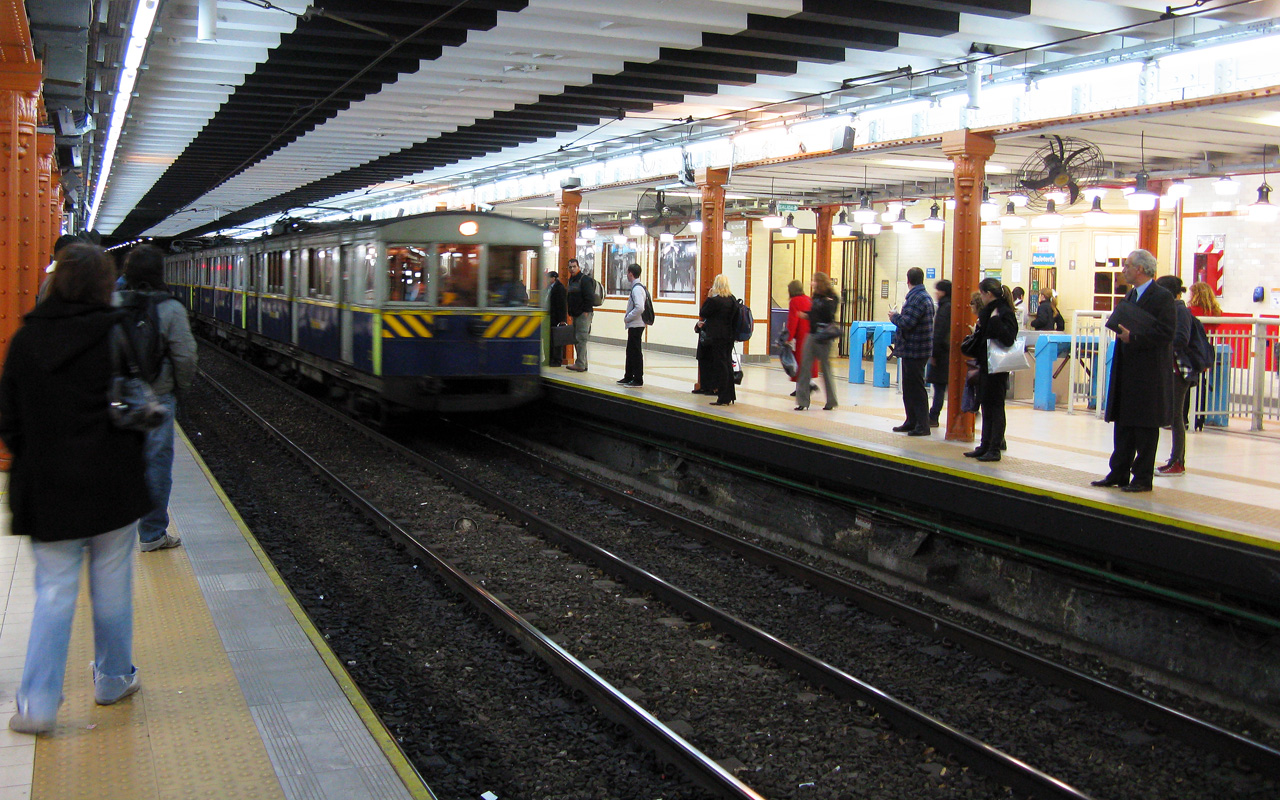
Поезд начала 20 века Brugeoise